# エーゲ海の恋
『エーゲ海の恋』（エーゲかいのこい、原題: 情定愛琴海）は、台湾で2004年に製作されたテレビドラマ。全40話。ギリシャ・アテネと中国・上海を舞台に繰り広げられる悲恋の青春ドラマ。韓国女優チェリムと、台湾俳優アレック・スー、ピーター・ホーが主演したアジア発トレンディドラマ。

## 登場人物
クァン・シャオトン（チェリム）
ピアニストを目指す上海の音大生。幼くして両親をなくし、従姉妹のホイウェンと生活をともにしている。
ルー・アンジー（アレック・スー）
幼少の頃からカナダに住んでいる大企業の御曹司。ギリシャで出会ったシャオトンのことが忘れられなくなる。
リー・ヤオシャン（ピーター・ホー）
偶然にもシャオトンとギリシャを旅することになった青年。シャオトンに密かに想いを寄せる。
ツェン・ホイウェン（チェン・ツーイン）
シャオトンの従姉妹。勤務先の会社の社長リャンピンと不倫の恋に落ちる。
ルー・リャンピン（スー・ダーシェン）
アンジーの父親で企業の社長。のちに妻と離婚し、すべてを捨ててホイウェンとの生活を選ぶ。
ツォウ・メイリン（フー・イーウェイ）
アンジーの母親。アンジーの交際について干渉を繰り返す。
リェン・イーチェン（パオ・イーリン）
財閥の令嬢でアンジーの婚約者。アンジーに好意を寄せるが、あまり相手にされない。

## サブタイトル
全40話
| 各話   | サブタイトル     | 各話   | サブタイトル   | 各話   | サブタイトル |
| ------ | ---------------- | ------ | -------------- | ------ | ------------ |
| 第1話  | めぐり逢い       | 第15話 | 雨の中へ       | 第29話 | 真実の愛     |
| 第2話  | プラトンの永遠   | 第16話 | 誕生日         | 第30話 | 受賞祝賀会   |
| 第3話  | サントリーニ島へ | 第17話 | 不倫への罠     | 第31話 | 愛の絆       |
| 第4話  | すれ違い         | 第18話 | 監禁           | 第32話 | 写真家への夢 |
| 第5話  | 帰国             | 第19話 | 逃避行         | 第33話 | うわさ       |
| 第6話  | パーティー       | 第20話 | 婚約者         | 第34話 | 父の死       |
| 第7話  | 再会             | 第21話 | 婚約解消?      | 第35話 | 不運の日々   |
| 第8話  | 慰めのピアノ     | 第22話 | 八方塞がり     | 第36話 | 1万の願い    |
| 第9話  | 部長就任         | 第23話 | 覚めない夢     | 第37話 | 親子の絆     |
| 第10話 | 秘書のメモ       | 第24話 | 別離           | 第38話 | 和解         |
| 第11話 | 面接             | 第25話 | 上海へ         | 第39話 | プロポーズ   |
| 第12話 | 友情             | 第26話 | 微妙な関係     | 第40話 | 愛は永遠に   |
| 第13話 | アルバイト       | 第27話 | 祝賀パーティー |        |              |
| 第14話 | いさかい         | 第28話 | うらはら       |        |              |

クラビット・アリーナより

## ソフトウェア

### DVD
販売元は株式会社バップ
- 「エーゲ海の恋 DVD-BOX I」（2005年11月23日）
- 「エーゲ海の恋 DVD-BOX II」（2006年1月25日）